# Rhynchospora megaplumosa
Rhynchospora megaplumosa är en halvgräsart som beskrevs av E.L.Bridges och Orzell. Rhynchospora megaplumosa ingår i släktet småag, och familjen halvgräs. Inga underarter finns listade i Catalogue of Life.